# Pentium M
Pentium M là một bộ vi xử lý x86 lõi đơn 32 bit di động (với vi kiến trúc Intel P6 đã được sửa đổi) được giới thiệu vào tháng 3 năm 2003 và tạo thành một phần của nền tảng máy tính xách tay Intel Carmel dưới thương hiệu Centrino mới. Bộ xử lý Pentium M có công suất thiết kế nhiệt tối đa (TDP) là 5-27 W tùy thuộc vào kiểu máy và được thiết kế để sử dụng trong máy tính xách tay (do đó có hậu tố"M"là viết tắt của mobile). Chúng đã phát triển từ lõi của CPU Pentium III cuối cùng bằng cách thêm giao diện bus phía trước (front side bus) của Pentium 4, một bộ mã lệnh cải tiến và tạo ra giao diện người dùng, dự đoán nhánh được cải thiện, hỗ trợ SSE2 và bộ đệm lớn hơn nhiều. CPU thương hiệu Pentium M mẹo đầu tiên, có tên mã Banias, sau đó là Dothan. Bộ xử lý mang nhãn hiệu Pentium M sau đó được kế tục với CPU Yonah lõi kép có thương hiệu Core với cấu trúc vi mô được sửa đổi.

## Tổng quan
Pentium M đại diện cho một sự khởi đầu mới và triệt để của Intel, vì đây không phải là phiên bản năng lượng thấp của Pentium 4 hướng máy tính để bàn, mà thay vào đó là phiên bản sửa đổi mạnh mẽ của thiết kế Pentium III Tualatin (dựa trên thiết kế lõi Pentium II, đến lượt nó đã là một sự tiến hóa được cải thiện mạnh mẽ của Pentium Pro). Nó được tối ưu hóa cho hiệu quả năng lượng, một đặc tính quan trọng để kéo dài tuổi thọ pin máy tính xách tay. Chạy với mức tiêu thụ năng lượng trung bình rất thấp và sản lượng nhiệt thấp hơn nhiều so với bộ xử lý máy tính để bàn, Pentium M chạy ở tốc độ xung nhịp thấp hơn so với phiên bản máy tính xách tay của Pentium 4 (Pentium 4-Mobile hoặc P4-M), nhưng có hiệu suất tương tự - một Pentium M 1.6 GHz thường có thể đạt được hoặc thậm chí vượt qua hiệu suất của 2.4 GHz Pentium 4-M. Pentium M 740 đã được thử nghiệm để thực hiện tối đa khoảng 7.400 MIPS và 3.9 GFLOPS (sử dụng SSE2).
Pentium M đã kết hợp lõi thực thi của Pentium III với giao diện bus tương thích Pentium 4, bộ giải mã / phát hành lệnh được cải tiến, dự đoán nhánh được cải thiện, hỗ trợ SSE2 và bộ đệm lớn hơn nhiều. Bộ đệm thứ cấp thường ngốn điện sử dụng một phương thức truy cập chỉ chuyển sang phần được truy cập. Mục đích chính đằng sau bộ đệm lớn là giữ một phần kích thước vừa phải của nó sãn sàng cho bộ xử lý ngay cả khi phần lớn bộ đệm L2 bị tắt, nhưng kích thước của nó dẫn đến cải thiện hiệu suất đáng hoan nghênh.